# Radiměř
Radiměř település Csehországban, a Svitavyi járásban. Radiměř Banín, Hradec nad Svitavou, Pomezí, Vendolí és Stašov településekkel határos. Lakosainak száma 1209 fő (2024. január 1.).

## Népesség
A település lakosságának változását az alábbi diagram mutatja:
| Lakosok száma | 3593 | 3422 | 2810 | 1415 | 1233 | 1066 | 1083 | 1118 | 1113 | 1209 |
|               | 1869 | 1900 | 1921 | 1961 | 1980 | 2011 | 2016 | 2019 | 2021 | 2024 |